# مايكل روبين
ميخائيل روبين (بالإنجليزية: Michael Rubin)‏ هو مؤرخ أمريكي، ولد في 1971 في فيلادلفيا في الولايات المتحدة.